# Киккиакки
Киккиакки — село в Красноселькупском районе Ямало-Ненецкого автономного округа России.

## Географические данные
Село расположено на берегу реки Таз, недалеко от места впадения реки Каральки.

## История
В 1976 и 1981 годах через село проходила научно-спортивная экспедиция им. И. Д. Папанина. В 2007 г. в Киккиакки планировалось построить дизельную электростанцию, холодильную станцию и открыть отделение сельхозпредприятия «Толькинское». Также в планах было открытие библиотеки, налаживание постоянного транспортного сообщения с помощью вертолёта и закупка 8 раций.
С 2005 до 2021 гг. село входило в сельское поселение Толькинское до преобразования района в муниципальный округ в 2021 году.

## Население
| 1989 | 2002 | 2010 | 2021 |
| ---- | ---- | ---- | ---- |
| 96   | ↘0   | ↗30  | ↘9   |

Киккиакки, а также близлежащие сёла Толька и Ратта, являются основным местом проживания селькупов в Ямало-Ненецком автономном округе.